# Salterio de París

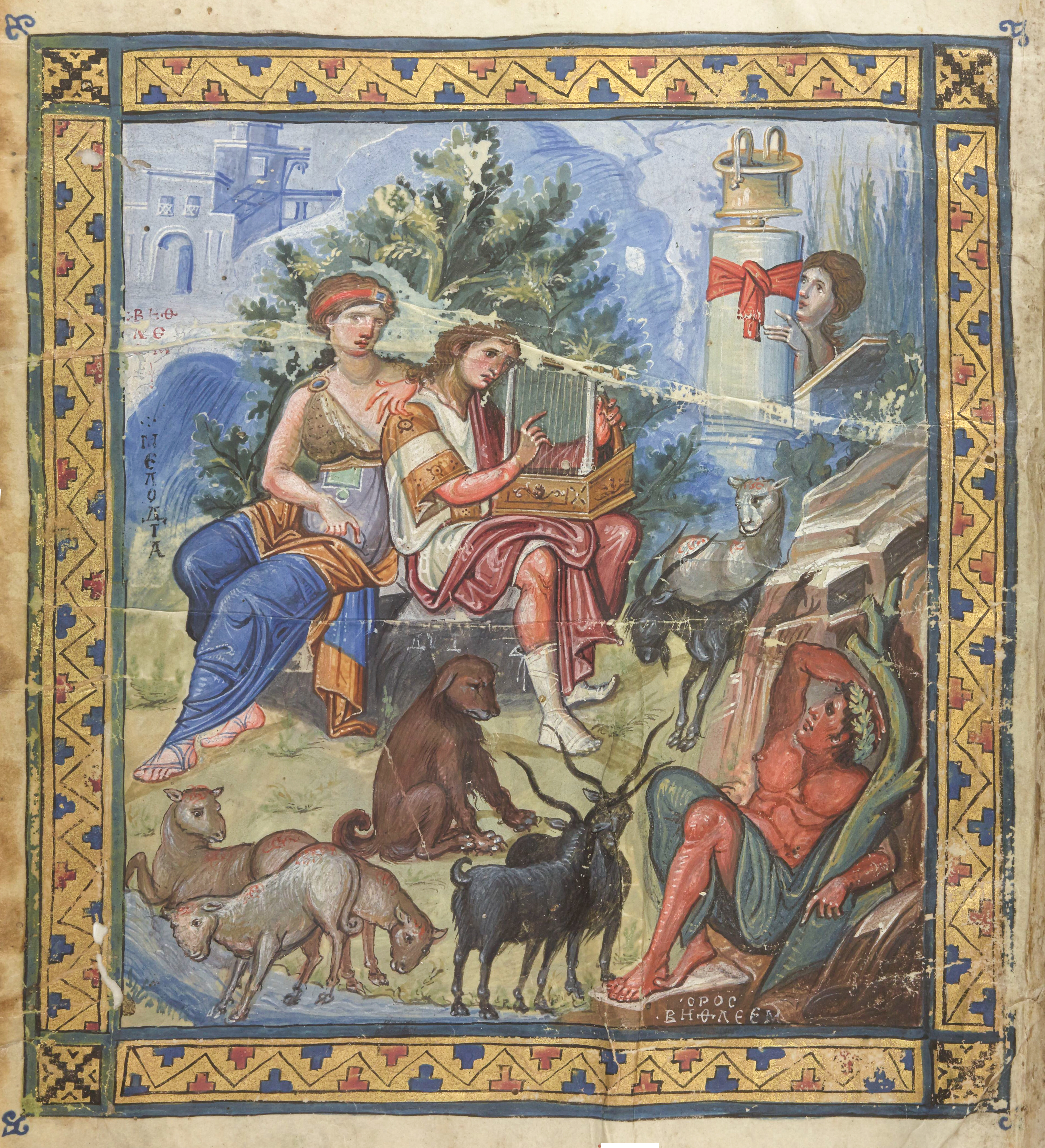
David componiendo salmos (folio 1v) 36 x 26 cm. París, Biblioteca Nacional de Francia

El Salterio de París, también llamado Códice parisino, es un manuscrito ilustrado bizantino que contiene 449 folios y 14 pinturas a página completa «de un grandioso estilo clásico», como indica la Enciclopedia Británica. Es considerado, junto con las homilías de Gregorio Nacianceno, una obra clave del llamado renacimiento macedonio del arte bizantino durante el siglo X. Actualmente se conserva en la Biblioteca Nacional de Francia bajo el símbolo "MS Grec 139".
La pintura más famosa del Salterio representa a David tocando el arpa junto con una alegoría de la música. Alrededor de ellos se encuentran Eco, varios animales encantados por la música y una figura masculina que simboliza la ciudad de Belén. La composición probablemente se inspiró en una pintura mural grecorromana que representaba a Orfeo encantando al mundo con su música. Esto llevó a los estudiosos del siglo XIX a fechar el manuscrito a principios del siglo VI. sin embargo, a comienzos del siglo XX, Hugo Buchthal y Kurt Weitzmann se opusieron a la datación en la Antigüedad tardía, demostrando concluyentemente que el clasicismo y el ilusionismo de las pinturas fueron producidos en el siglo X, extendiendo así la permanencia del arte bizantino clásico hasta la Edad Media.

## Pinturas

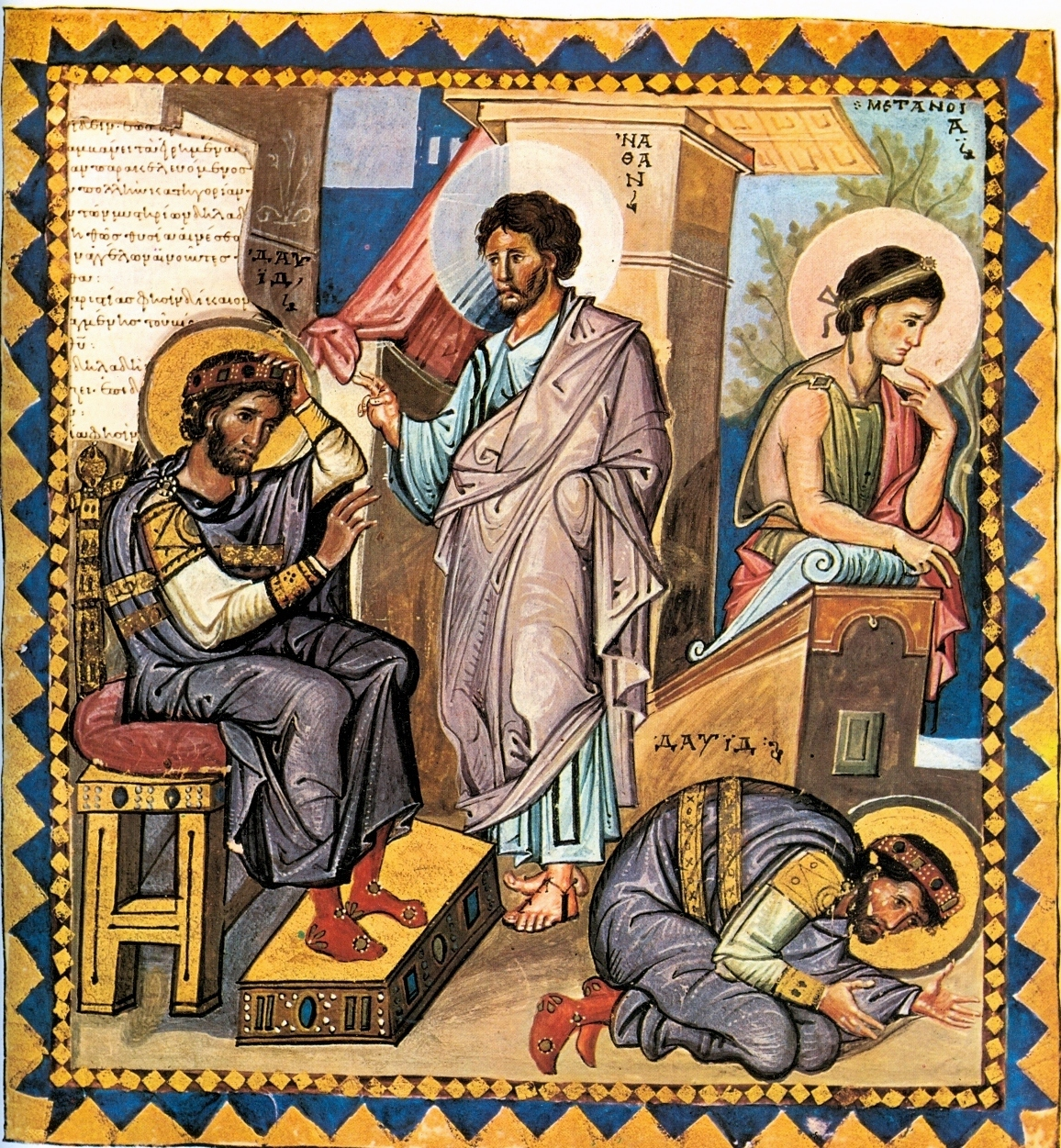
El reproche de Natán y la penitencia del rey David (folio 136 v)
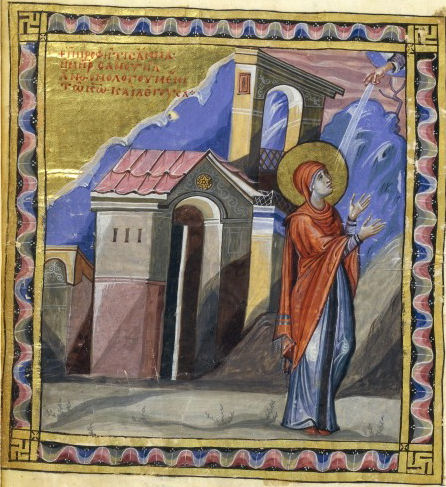
La oración de Ana (folio 428v)
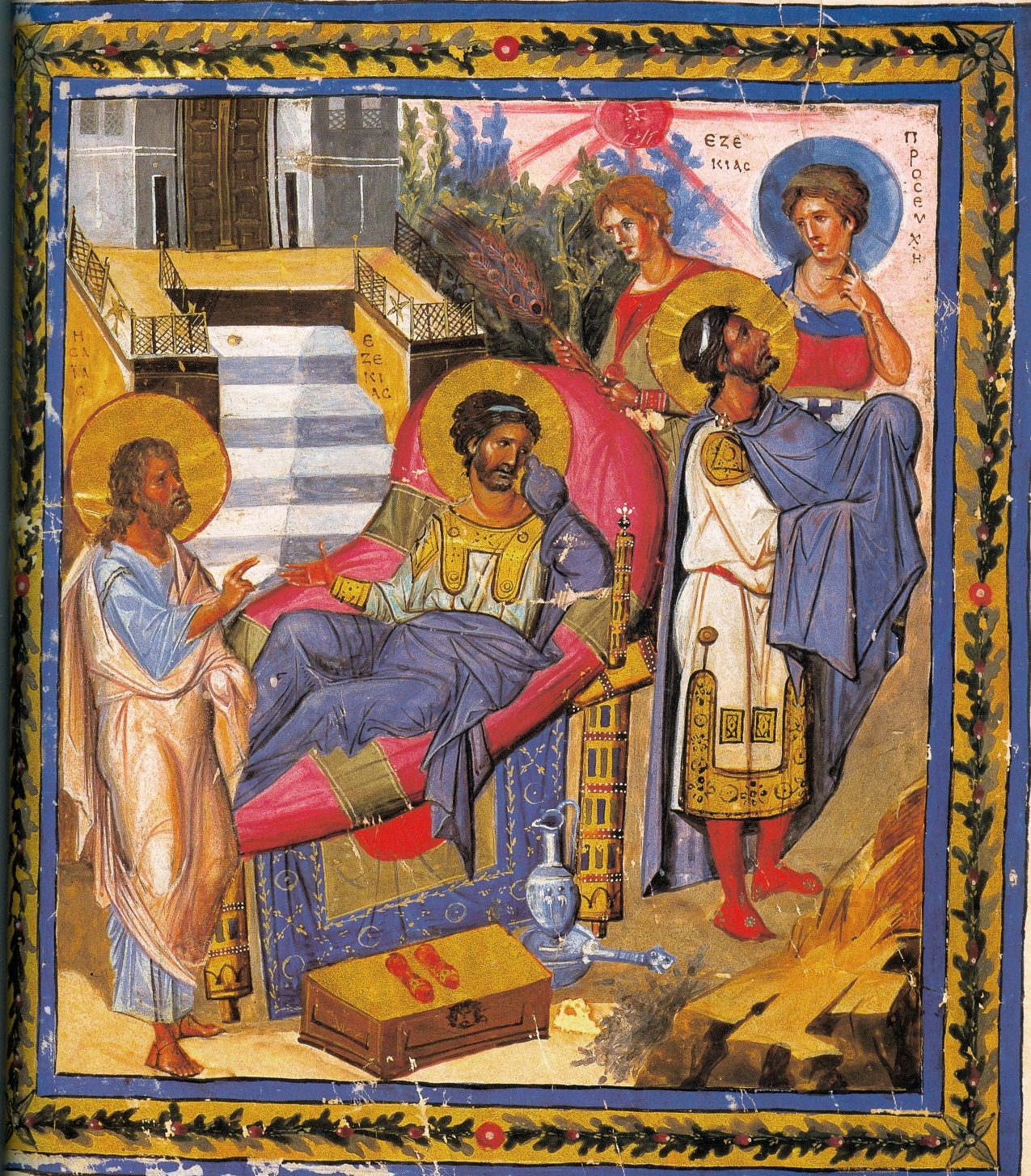
La curación de Ezequías (folio 446v)
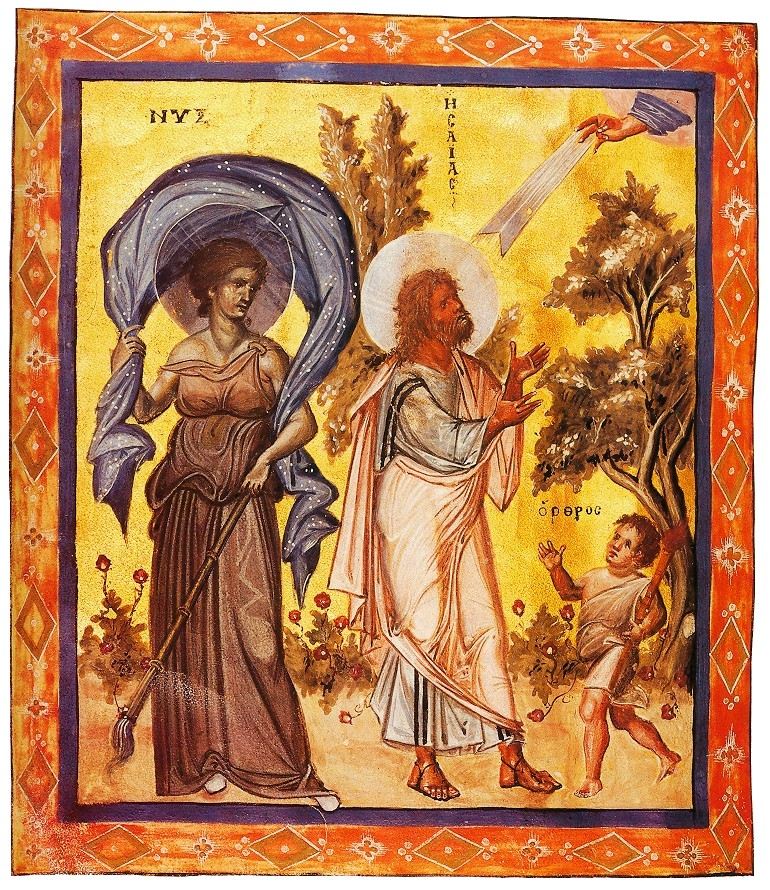
La oración de Isaías (folio 435v)
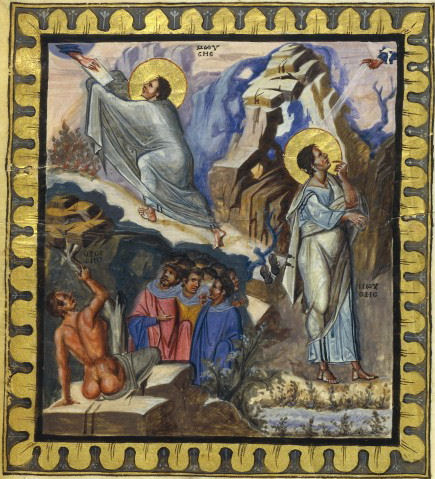
Moisés recibe los mandamientos (folio 422v)
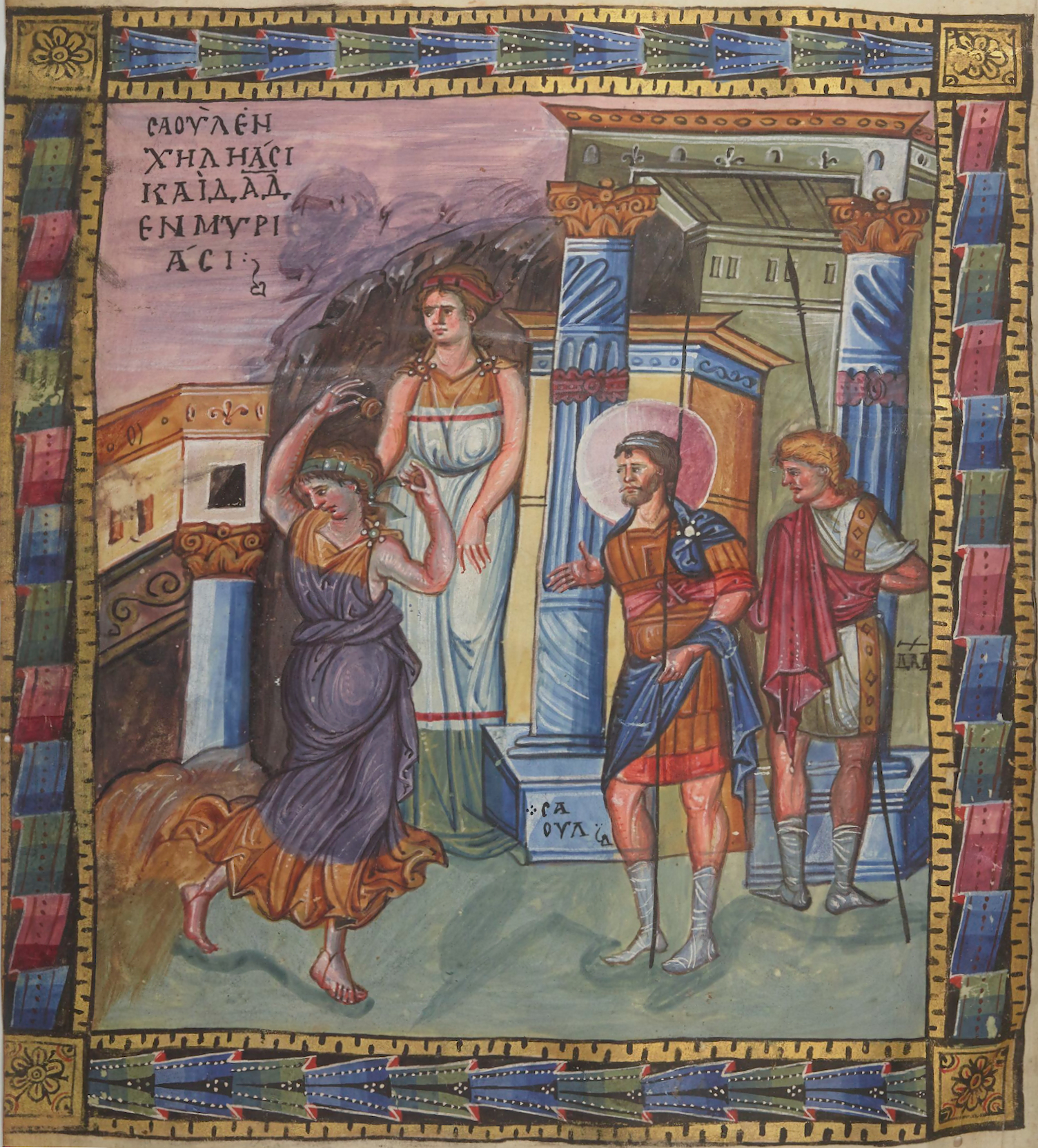
David glorificado por las mujeres de Israel (folio 5v)